# Homalosilpha vicina
Homalosilpha vicina es una especie de cucaracha del género Homalosilpha, familia Blattidae, orden Blattodea.

## Distribución
Se distribuye por África: Guinea, Camerún y Uganda.

## Taxonomía
Fue descrita por Brunner von Wattenwyl en 1865 y publicada en Brunner von Wattenwyl. 1865. Nouveau Système des Blattaires., G. Braumüller, Vienna 426 pp. 13 pls.